# Thaumaglossa libochor
Thaumaglossa libochor là một loài bọ cánh cứng trong họ Dermestidae. Loài này được Beal miêu tả khoa học năm 1952.